# Yorman Valencia
Yorman Michael Valencia Caicedo (n. Guayaquil, Ecuador; 18 de marzo de 1995) es un futbolista ecuatoriano. Juega de delantero y su equipo actual es Aviced Fútbol Club de la Segunda Categoría de Ecuador.

## Trayectoria
Empezó su carrera futbolística en el equipo sangolquileño en el año 2012, se formó e hizo las formativas en su ciudad natal en el equipo de MPS Comunicaciones de Guayaquil y Liga Deportiva Estudiantil, la sub-14, la sub-16, en la sub-18 en 2009. Luego llegó al Independiente del Valle de la Serie A, en la sub-20 y luego fue traspasado al equipo principal del Club Sport Norte América de la Segunda Caategoría del Guayas.
Es en 2012 donde bajo el mando de Pablo Repetto tuvo su debut en el primer equipo en la máxima categoría del fútbol ecuatoriano el 8 de diciembre de 2012, en el play-off por la clasificación a la Copa Sudamericana 2013 de la temporada 2012 ante Liga de Loja, fue titular aquel partido que terminó en victoria lojana por 1–0.
En junio de 2013 ficha por el Club Sport Emelec, desde el primer año consiguió cosas importantes con el equipo eléctrico, fue campeón de la Serie A de Ecuador en los torneos 2013, 2014, 2015, en el recordado tricampeonato de Emelec, así mismo repitió en 2017, la cuarta corona nacional para él. Fue subcampeón en 2016.
A nivel internacional debutó con la camiseta del bombillo en la Copa Libertadores 2017, el 25 de mayo, en la fecha 6 de la fase de grupos ante FBC Melgar de Perú, así mismo formó parte de la delegación de Emelec que participó en la Copa Sudamericana en 2013 y 2016. En 2018 fue cedido a préstamo a Guayaquil City Fútbol Club.
En la temporada 2019 llegó al América de Quito donde marcó su primer gol en la Serie A el 3 de agosto de 2019 en la fecha 20 del torneo, convirtió el único gol con el que América empató con Independiente del Valle como local por 1–1. Jugó algunos partidos de la Copa Ecuador y encajó dos goles. En 2020 fue ratificado para participar en la LigaPro Banco Pichincha Pymes.

## Estadísticas

### Clubes
- Actualizado el 30 de octubre de 2022.[11][12]

| Club                              | Temporada     | Liga | Liga  | Copa | Copa  | Internacional | Internacional | Total | Total |
| Club                              | Temporada     | PJ   | Goles | PJ   | Goles | PJ            | Goles         | PJ    | Goles |
| --------------------------------- | ------------- | ---- | ----- | ---- | ----- | ------------- | ------------- | ----- | ----- |
| Independiente del Valle · Ecuador | 2012          | 4    | 0     | —    | —     | —             | —             | 4     | 0     |
| Independiente del Valle · Ecuador | Total         | 4    | 0     | 0    | 0     | 0             | 0             | 4     | 0     |
| Norte América · Ecuador           | 2013          | 5    | 1     | —    | —     | —             | —             | 5     | 1     |
| Norte América · Ecuador           | Total         | 5    | 1     | 0    | 0     | 0             | 0             | 5     | 1     |
| Emelec · Ecuador                  | 2013          | 2    | 0     | —    | —     | 0             | 0             | 2     | 0     |
| Emelec · Ecuador                  | 2014          | 3    | 0     | —    | —     | 0             | 0             | 3     | 0     |
| Emelec · Ecuador                  | 2015          | 0    | 0     | —    | —     | —             | —             | 0     | 0     |
| Emelec · Ecuador                  | 2016          | 1    | 0     | —    | —     | 0             | 0             | 1     | 0     |
| Emelec · Ecuador                  | 2017          | 4    | 0     | —    | —     | 1             | 0             | 5     | 0     |
| Emelec · Ecuador                  | Total         | 10   | 0     | 0    | 0     | 1             | 0             | 11    | 0     |
| Guayaquil City · Ecuador          | 2018          | 7    | 0     | —    | —     | —             | —             | 7     | 0     |
| Guayaquil City · Ecuador          | Total         | 7    | 0     | 0    | 0     | 0             | 0             | 7     | 0     |
| América de Quito · Ecuador        | 2019          | 7    | 1     | 2    | 2     | —             | —             | 9     | 3     |
| América de Quito · Ecuador        | 2020          | 0    | 0     | —    | —     | —             | —             | 0     | 0     |
| América de Quito · Ecuador        | Total         | 7    | 1     | 2    | 2     | 0             | 0             | 9     | 3     |
| Rocafuerte F. C. · Ecuador        | 2022          | 11   | 7     | —    | —     | —             | —             | 11    | 7     |
| Rocafuerte F. C. · Ecuador        | Total         | 11   | 7     | 0    | 0     | 0             | 0             | 11    | 7     |
| Aviced · Ecuador                  | 2022          | 8    | 4     | —    | —     | —             | —             | 8     | 4     |
| Aviced · Ecuador                  | Total         | 8    | 4     | 0    | 0     | 0             | 0             | 8     | 4     |
| Total carrera                     | Total carrera | 52   | 13    | 2    | 2     | 1             | 0             | 55    | 15    |

1. ↑  Incluye datos de la Copa Ecuador (2019-act.).
2. ↑  Incluye datos de la Copa Libertadores (2017-act.).

## Palmarés

### Campeonatos nacionales
| Título             | Club   | País    | Año  |
| ------------------ | ------ | ------- | ---- |
| Serie A de Ecuador | Emelec | Ecuador | 2013 |
| Serie A de Ecuador | Emelec | Ecuador | 2014 |
| Serie A de Ecuador | Emelec | Ecuador | 2015 |
| Serie A de Ecuador | Emelec | Ecuador | 2017 |